# Liste der Naturdenkmäler im Bezirk Rohrbach
Die Liste der Naturdenkmäler im Bezirk Rohrbach listet die als Naturdenkmal ausgewiesenen Objekte im Bezirk Rohrbach im Bundesland Oberösterreich auf.

## Naturdenkmäler
| Foto |                 | Name                                 | ID    | Standort                                                                  | Beschreibung | Fläche | Datum      |
| ---- | --------------- | ------------------------------------ | ----- | ------------------------------------------------------------------------- | --- | ------ | ---------- |
| 1    | Datei hochladen | 5 Buchen beim Grünwald               | nd583 | Aigen-Schlägl KG: Aigen GrStNr: 2920 Standort                             | Die fünf Rotbuchen (Fagus sylvatica) stehen am Rande des Grünwaldes in Aigen. Sie hatten im Jahr 2000 einen Stammumfang von 3,20 bis 3,75 m und wiesen eine Höhe von rund 25 bis 27 m auf. Die ältesten der fünf Buchen wurden damals auf ein Alter von 200 Jahren geschätzt. |        | 10.10.2000 |
| 1    | Datei hochladen | Linde beim Glashüttenteich           | nd341 | Aigen-Schlägl KG: Schlägl GrStNr: 46/2 Standort                           | Die Winterlinde hatte zum Zeitpunkt der Unterschutzstellung eine Höhe von rund 36 m, einen Kronendurchmesser von 24 m und einen Stammumfang von 6,3 m. |        |            |
| 1    | Datei hochladen | 2 Buchen (Fagus silvatica)           | nd033 | Hofkirchen im Mühlkreis KG: Hofkirchen im Mühlkreis GrStNr: 1296 Standort | Die beiden Rotbuchen (Fagus silvatica) neben der Waldkapelle an der alten Straße von Pfarrkirchen nach Hofkirchen und sind von drei, ebenfalls als Naturdenkmal ausgewiesenen Winterlinden, umgeben. |        | 15.02.1963 |
| 1    | Datei hochladen | 3 Winterlinden                       | nd032 | Hofkirchen im Mühlkreis KG: Hofkirchen GrStNr: 1289/2 Standort            | Die drei Winterlinden (Tilia cordata) stehen neben der Waldkapelle an der alten Straße von Pfarrkirchen nach Hofkirchen und sind von zwei, ebenfalls als Naturdenkmal ausgewiesenen Rotbuchen, umgeben. |        | 14.02.1963 |
| 1    | Datei hochladen | Linden auf dem Galgenhügel           | nd034 | Hofkirchen im Mühlkreis KG: Marsbach GrStNr: 737/2 Standort               | Die drei großen Sommerlinden (Tilia platyphyllos) befinden sich auf dem Galgenhügel neben der alten Straße von Hofkirchen nach Marsbach. Hier wurden 1848 die letzten Hinrichtungen durchgeführt. In der Mitte des Ensembles mit 300 bis 400 Jahren Linden (im Jahr 1963) befindet sich das sogenannte „Rote Kreuz“, eine Kreuzsäule. |        | 14.02.1963 |
| 1    | Datei hochladen | Ortslinde                            | nd128 | Julbach KG: Julbach GrStNr: 3728/3 Standort                               | Die Sommerlinde (Tilia platyphyllos) am Ortsplatz von Julbach wies 1979 in einem Meter Höhe einen Umfang von 3,6 m auf. |        | 08.11.1979 |
| 1    | Datei hochladen | Donabauer Linde                      | nd345 | Klaffer am Hochficht KG: Klaffer GrStNr: 1976/1 Standort                  | Die Sommerlinde (Tilia platyphyllos) steht neben der Donabauer-Kapelle in der Ortschaft Schönberg. Der Stamm teilt sich in zwei Metern Höhe in drei Hauptäste, wobei die östliche Stammseite eine Öffnung aufweist und innen hohl ist. 1986 hatte die Linde in Brusthöhe einen Umfang von 3,3 m, einen Kronendurchmesser von 11 m und eine Höhe von rund 22 m. |        | 21.03.1986 |
| 1    | Datei hochladen | Linde beim Altersheim Gneisenau      | nd419 | Kleinzell im Mühlkreis KG: Kleinzell GrStNr: 2471/1 Standort              | Die Linde befindet sich am westlichen Ortsanfang von Kleinzell vor der Einfahrt in das Altersheim Gneisenau. Die Linde hatte 1990 in Brusthöhe einen Umfang von 3,35 m, einen Kronendurchmesser von 18 m und eine Höhe von rund 28 m. |        | 21.11.1990 |
| 1    | Datei hochladen | Jubiläums-Eiche in Kleinzell         | nd417 | Kleinzell KG: Kleinzell GrStNr: 1832/5 Standort                           | Die Stieleiche (Quercus robur) steht an der Kleinzeller-Bezirksstraße bei Kilometer 2,4 von Rohrbach kommend Richtung Kleinzell. 1990 hatte die Eiche einen Stammumfang von drei Metern, eine Höhe von 18 m und einen Kronendurchmesser von rund 11 m. Die Eiche wurde 1898 zum 50-jährigen Regierungsjubiläum von Kaiser Franz Josef gepflanzt.Anmerkung: Grundstücksnummer 1832/1 im Bescheid scheint falsch zu sein.                                                                                                |        | 20.11.1990 |
| 1    | Datei hochladen | 3 Friedhofs-Linden in Kollerschlag   | nd330 | Kollerschlag KG: Kollerschlag GrStNr: 1217 Standort                       | Die beiden Winter-Linden (Tilia cordata) stehen um eine Kreuzsäule auf dem Friedhof der Gemeinde Kollerschlag. 1985 wies eine Linde einen Umfang von 3,4 m auf, die beiden anderen einen Durchmesser von je 3,2 m. Der Kronendurchmesser von zwei Buchen maß 25 m, die Höhe betrug 32 m. |        | 02.12.1985 |
| 1    | Datei hochladen | Eiche                                | nd305 | Neufelden KG: Neufelden GrStNr: 506/1 Standort                            | Die Stieleiche (Quercus robur) befindet sich an einem Waldrand der Gemeinde Neufelden und wies 1985 in Brusthöhe einen Stammumfang von 4,3 m, einen Kronendurchmesser von 24 m und eine Höhe von rund 26 m auf. |        | 06.08.1985 |
| 1    | Datei hochladen | Tennisplatz-Linde                    | nd297 | Neufelden KG: Neufelden GrStNr: 197/1 Standort                            | Die Winter-Linde (Tilia cordata) steht an der Südseite des Tennisplatzes am östlichen Beginn des Ortszentrums von Neufelden. Sie wies 1985 in Brusthöhe einen Stammumfang von 3,8 m, einen Kronendurchmesser von rund 20 m und eine Höhe von rund 28 m auf. |        | 22.04.1985 |
| 1    | Datei hochladen | Aumüller-Linde in Steinbach          | nd367 | Niederwaldkirchen KG: Allersdorf GrStNr: 664 Standort                     | Die Winter-Linde (Tilia cordata) steht rund 100 m östlich des Gasthauses von Steinbach neben einem alten landwirtschaftlichen Nebengebäude. Sie wies 1987 einen Stammumfang von 5,4 m, wobei der Stammdurchschnitt stark oval ist. Der Kronendurchmesser betrug 17 m, die Höhe rund 20 m. Die Linde teilt sich in 1,5 m in vier Hauptäste. |        | 12.01.1987 |
| 1    | Datei hochladen | Kapellen-Linde beim Ruckerhof        | nd422 | Oepping KG: Götzendorf GrStNr: 561 Standort                               | Die hochgewachsene Winterlinde hatte zum Zeitpunkt der Unterschutzstellung eine Höhe von rund 26 m, einen Kronendurchmesser von 18 m und einen Stammumfang von 3,2 m. |        |            |
| 1    | Datei hochladen | 2 Kapellenlinden                     | nd332 | Peilstein im Mühlviertel KG: Peilstein GrStNr: 687/3 Standort             | Die beiden Sommer-Linden (Tilia platyphyllos) stehen am westlichen Ortsende von Peilstein gegenüber der Tischlerei Märzinger. 1985 wiesen die Linden in Brusthöhe einen Umfang von 3,7 bzw. 3,2 m auf, bildeten einen Kronendurchmesser von 24 m und hatten eine Höhe von rund 28 m. |        | 06.12.1985 |
| 1    | Datei hochladen | Lindenallee beim Schloss Altenhof    | nd558 | Pfarrkirchen im Mühlkreis KG: Altenhof GrStNr: 131 Standort               | Die Lindenallee an der Zufahrt zum Schloss Altenhof besteht aus 23 Sommerlinden (Tilia platyphyllos), die sich über eine Länge von 100 m erstrecken. |        | 27.05.1997 |
| 1    | Datei hochladen | Solitär-Eiche in Pfarrkirchen i.M.   | nd339 | Pfarrkirchen im Mühlkreis KG: Pfarrkirchen GrStNr: 1952/1 Standort        | Die Stieleiche steht südlich des Ortes auf einer freien Wiese neben einem Bildstock. Da die Höhenlage von rund 800 m ü. A. in etwa der Grenze des Eichenvorkommens entspricht, stellt diese starke Eiche eine Besonderheit dar. Zum Zeitpunkt der Unterschutzstellung hatte sie eine Höhe von 25 m, einen Kronendurchmesser von 12 m und einen Stammumfang in Brusthöhe von 3,1 m. Ihr Alter wurde auf rund 400 Jahre geschätzt.                                                                                       |        |            |
| 1    | Datei hochladen | Linde in Altenhof                    | nd262 | Pfarrkirchen im Mühlkreis KG: Altenhof GrStNr: 112/5 Standort             | Die Sommerlinde liegt weithin sichtbar in der Nähe des Schlosses Altenhof. Zum Zeitpunkt der Unterschutzstellung hatte sie eine Höhe von rund 40 m und einen Kronendurchmesser von rund 30 m. |        |            |
| 1    | Datei hochladen | Hainbuchenallee beim Schloss Neuhaus | nd578 | St. Martin im Mühlkreis KG: Neuhaus GrStNr: 105/1 Standort                | Die Hainbuchenallee (Carpinus betulus) befindet sich nordöstlich des Schlosses Neuhaus, wobei die Allee urkundlich bereits 1685 erwähnt wurde. |        | 04.09.2000 |
| 1    | Datei hochladen | Eiche in Untermühl                   | nd636 | St. Martin im Mühlkreis KG: Neuhaus GrStNr: 47/1; 1927/6 Standort         | Die Stieleiche steht weithin sichtbar oberhalb des Donautals. Sie war im Jahr 2003 rund 25 m hoch, hatte einen Kronendurchmesser von rund 31 m und einen Stammumfang in 1 m Höhe von 5,15 m. Der Stamm teilt sich in rund 4 m Höhe in zwei weit ausladende Hauptäste, die eine gedrungene Kronenform bedingen.Anmerkung: Im Naturschutzbuch falsch als St. Martin im Innkreis bzw. Bezirk Ried im Innkreis angeführt.                                                                                                  |        | 27.11.2003 |
| 1    | Datei hochladen | 2 Kapellenlinden                     | nd369 | St. Peter am Wimberg KG: St. Peter GrStNr: .15 Standort                   | Die beiden Sommer-Linden (Tilia platyphyllos) stehen neben einer Kapelle, die sich gegenüber dem Ortsfriedhof von St. Peter befindet. 1987 wiesen die Linden in Brusthöhe einen Umfang von je 3,1 m auf, bildeten einen Kronendurchmesser von 28 m und hatten eine Höhe von rund 24 m. |        | 29.01.1987 |
| 1    | Datei hochladen | Kapellen-Esche                       | nd495 | St. Stefan-Afiesl KG: Unterriedl GrStNr: 420 Standort                     | Die Gemeine Esche steht weithin sichtbar auf einer Anhöhe neben einer Kapelle. Zum Zeitpunkt der Unterschutzstellung hatte sie eine Höhe von rund 20 m, einen Kronendurchmesser von 21 m und einen Stammumfang in Brusthöhe von 4 m. |        |            |
| 1    | Datei hochladen | Haselmaier-Linde                     | nd399 | St. Veit im Mühlkreis KG: Ramersdorf GrStNr: 128/1 Standort               | Die Haselmaier-Linde steht rund 50 m westlich des Haselmaierhofes. Sie hatte zum Zeitpunkt der Unterschutzstellung in Brusthöhe einen Umfang von 4,3 m. |        |            |
| 1    | Datei hochladen | Steinfels mit Eichenbestand          | nd124 | Sarleinsbach KG: Sarleinsbach GrStNr: 2540/1 Standort                     | Die Granitklippe an der nördlichen Ortseinfahrt von Sarleinsbach bildet eine Kuppe, die mit Eichen bewachsen ist. |        |            |
| 1    | Datei hochladen | 2 Winterlinden                       | nd506 | Sarleinsbach KG: Sprinzenstein GrStNr: 3049 Standort                      | Die beiden Winter-Linden (Tilia cordata) befinden sich in einer Wiese im Ort Sprinzenstein an der ersten Abzweigung zum Schloss Sprinzenstein. Sie flankieren eine rund 20 Meter vom Straßenrand entfernte Kapelle, die 1760 zu Ehren des heiligen Felix errichtet wurde. Die Linden wurden dabei im Baujahr gepflanzt. Die Linden wiesen 1993 einen Stammumfang von 4,45 bzw. 4,95 m (in einem Meter Höhe gemessen), bildeten einen gemeinsamen Kronendurchmesser von 24 m und erreichten eine Höhe von je rund 26 m. |        | 02.04.1993 |
| 1    | Datei hochladen | Poppenlinde                          | nd125 | Sarleinsbach KG: St. Leonhard GrStNr: 3014/1; .128 Standort               | Die Sommerlinde hatte zum Zeitpunkt der Unterschutzstellung eine Höhe von rund 30 m, einen Stammumfang von 6,2 m und ein geschätztes Alter von 500 Jahren. |        |            |
| 1    | Datei hochladen | Siebensesselstein                    | nd129 | Sarleinsbach KG: Sarleinsbach GrStNr: 749/2 Standort                      | Der Siebensesselstein ist eine Granitsteingruppe, die eine ausgeprägte eigenartige Schalenverwitterung aufweist. Der größte Block misst 5,3 × 4,3 × 3,6 m. Nach einer Legende hat die heilige Familie auf der Flucht nach Ägypten hier zusammen mit drei Engeln und dem Teufel gerastet, wobei jeder auf dem Stein einen Abdruck hinterlassen hat. |        |            |
| 1    | Datei hochladen | Manzenreiter-Linde                   | nd581 | Schwarzenberg am Böhmerwald KG: Schwarzenberg GrStNr: 147/1 Standort      | Die Linde im Ortszentrum von Schwarzenberg hatte zum Zeitpunkt der Unterschutzstellung eine Höhe von rund 25 m, einen Kronendurchmesser von 15 m und einen Stammumfang in 1 m Höhe von 4 m. |        |            |
| 1    | Datei hochladen | Bärenstein                           | nd284 | Ulrichsberg KG: Schindlau GrStNr: 2257/1 Standort                         | Der Bärenstein ist mit 1077 m die die höchste Erhebung im östlichen Teil des Böhmerwaldes. Der Granitblock umfasst ein rund ein Hektar großes Areal, das durch mehrere Felsburgen charakterisiert wird. |        | 12.12.1984 |

## Ehemalige Naturdenkmäler
| Foto |                 | Name                      | ID     | Standort                                                 | Beschreibung | Fläche | Datum      |
| ---- | --------------- | ------------------------- | ------ | -------------------------------------------------------- | --- | ------ | ---------- |
| 0    | Datei hochladen | Buche                     | gnd010 | Julbach                                                  | |        |            |
| 1    | Datei hochladen | Kirchenlinden             | gnd127 | Julbach Standort                                         | Die zwei Holländischen Linden (Tilia × intermedia) am Eingang der Kirche hatten eine Höhe von rund 25 m, Kronendurchmesser von je 17 m und Stammumfänge von 2,7 bzw. 3,4 m. |        |            |
| 0    | Datei hochladen | Pappeln                   | gnd126 | Julbach                                                  | Die in Oberösterreich relativ seltenen Pyramidenpappeln hatten zum Zeitpunkt der Unterschutzstellung Stammumfänge von 2,95 und 3,55 m. |        |            |
| 0 BW | Datei hochladen | Ulme am Kirchenvorplatz   | gnd489 | Klaffer am Hochficht KG: Klaffer GrStNr: 5073/1 Standort | Die Bergulme (Ulmus glabra) stand vor der Pfarrkirche von Klaffer. Sie verzweigte sich in rund zwei bis drei Metern Höhe in zahlreiche Hauptäste und wies 1992 in einem Meter Höhe einen Stammumfang von 3,1 m, einen Kronendurchmesser von 18 m und eine Höhe von rund 22 m auf. |        | 17.12.1992 |
| 0    | Datei hochladen | Rüster-Ulme in Neufelden  | gnd303 | Neufelden                                                | Mit einer Höhe von rund 28 m und einem Stammdurchmesser von mehr als 1 m hatte die auf einem unverbauten Hang stehende Ulme Seltenheitswert. |        |            |
| 0    | Datei hochladen | Linde vor der Grenze zu D | gnd340 | Schwarzenberg am Böhmerwald                              | Die landschaftsprägende Winterlinde an der Dreisesselberg-Landesstraße wies eine Höhe von rund 30 m und einen Stammumfang von 4,6 m auf. |        |            |

| Foto:                    | Fotografie des Naturdenkmals. Klicken des Fotos erzeugt eine vergrößerte Ansicht. Daneben finden sich zwei Symbole: \| Weitere Bilder vorhanden \| Das Symbol bedeutet, dass weitere Fotos des Objekts verfügbar sind. Durch Klicken des Symbols werden sie angezeigt. \| \| Eigenes Foto hochladen \| Durch Klicken des Symbols können weitere Fotos des Objekts in das Medienarchiv Wikimedia Commons hochgeladen werden. \| |
| Name:                    | Bezeichnung des Naturdenkmals laut offiziellen Quellen |
| ID                       | Identifikator |
| Standort:                | Es ist die Gemeinde und falls vorhanden die Adresse angegeben. Darunter sind die Katastralgemeinde (KG) und die Grundstücksnummer angeführt. Durch Aufruf des Links Standort wird die Lage des Denkmals in verschiedenen Kartenprojekten angezeigt. |
| Beschreibung             | Kurze Beschreibung des Naturdenkmals |
| Fläche                   | Fläche des Naturdenkmals in Hektar (ha) |
| Datum                    | Datum oder Jahr der Unterschutzstellung |
| Weitere Bilder vorhanden | Das Symbol bedeutet, dass weitere Fotos des Objekts verfügbar sind. Durch Klicken des Symbols werden sie angezeigt. |
| Eigenes Foto hochladen   | Durch Klicken des Symbols können weitere Fotos des Objekts in das Medienarchiv Wikimedia Commons hochgeladen werden. |